# 圣阿加塔-德戈蒂
圣阿加塔-德戈蒂（義大利語：Sant'Agata de' Goti），是意大利贝内文托省的一个市镇。总面积62.92平方公里，人口11452人，人口密度182.0人/平方公里（2009年）。ISTAT代码为062070。